# Кізя (потік)
Кізя (пол. Kicia) — гірський потік в Україні, у Верховинському районі Івано-Франківської області на Гуцульщині. Права доплив Бистреця, (басейн Дунаю).

## Опис
Довжина потоку приблизно 6 км, найкоротша відстань між витоком і гирлом — 5,03  км, коефіцієнт звивистості потоку — 1,19 . Формується багатьма безіменними гірськими струмками. Потік тече у гірському масиві Покутсько-Буковинських Карпатах (зовнішня смуга Українських Карпат).

## Розташування
Бере початок на північних схилах гори Мунчел (1998,4 м) (пол. Munczel (2002 m)). Тече переважно на північний схід поміж безіменними горами і впадає у річку Бистрець, ліву притоку Чорного Черемошу.